# Grafkelder Bijl de Vroe
De grafkelder Bijl de Vroe te Loenen aan de Vecht is in 1843 aangelegd in opdracht van Barbara Arnolda Fleur des H.R.Rijksgravin van Nassau la Lecq (1793-1855) en haar echtgenoot Govert Bijl de Vroe (1763-1850), lid van de familie De Vroe.
In de grafkelder, die zich bevindt onder het grafmonument, zijn in de periode van 1843 tot 1878 onder andere leden en nazaten van het geslacht Van Nassau la Lecq bijgezet. Het grafmonument bestaat uit drie naast elkaar liggende stenen met op de middelste de tekst Bijl de Vroe 1922, op de linker S.E. Bijl de Vroe-Lemmers, ovl. 4 febr. 1859 en op de rechter J.F.H.K., graaf van Nassau La Lecq, ovl. 27 nov. 1814. In de grafkelder zijn de volgende 15 personen bijgezet:

## Overzicht van de personen die in de kelder zijn bijgezet
| Naam                                                                     | Geboortedatum                       | Datum van overlijden                 | Datum van bijzetting | |
| ------------------------------------------------------------------------ | ----------------------------------- | ------------------------------------ | -------------------- | --- |
| 1. een kistje met de beenderen van Jan Floris van Nassau-LaLecq          | Utrecht 5 april 1751                | Kortenhoef 27 november 1814          | 30 augustus 1843     | zoon van Jan Nicolaas Floris van Nassau-LaLecq en Maria Anna Testas. Begraven in Kortenhoef op 1 december 1814 (in de kerk graf 19) herbegraven in Loenen aan de Vecht. |
| 2. kist met het stoffelijk overschot van Suzanna Elisabeth Lemmers       |                                     | overleden 1839                       | 30 augustus 1843     | eerste echtgenote van Govert Bijl de Vroe. Overgebracht van Kortenhoef. herbegraven in Loenen aan de Vecht.                                                             |
| 3. Fomine Vor der Hake                                                   | Loenen aan de Vecht 27 januari 1845 | Loenen aan de Vecht 14 augustus 1845 | 14 augustus 1845     | vijfde kind van Johan Jacob Vor der Hake en Josephine Maria de Vergne Kleindochter van Maria Isabelle Caroline van Nassau-LaLecq (1780-1856)                            |
| 4. Barbara Arnolda Lemmers                                               | Utrecht 18 december 1757            | Loenen aan de Vecht 20 januari 1846  | 24 januari 1846      | weduwe van Jan Floris van Nassau-LaLecq |
| 5. Adriana Hendrika Vor der Hake                                         | Loenen aan de Vecht 13 maart 1846   | Loenen aan de Vecht 23 maart 1846    | 25 maart 1846        | zesde kind van het echtpaar Vor der Hake-de Vergne. Kleindochter van Maria Isabelle Caroline van Nassau-LaLecq (1780-1856)                                              |
| 6. Govert Bijl de Vroe                                                   | Woudrichem 7 november 1763          | Loenen aan de Vecht 28 november 1850 | 3 december 1850      | Echtgenoot van Barbara Arnolda Fleur van Nassau-Lalecq (1793-1855). Zwager, door eerste huwelijk, en schoonzoon van Jan Floris van Nassau-LaLecq (1751-1814).           |
| 7. Suzanna Elisabeth Vor der Hake                                        | Loenen aan de Vecht 7 november 1852 | Loenen aan de Vecht 24 februari 1853 | 26 februari 1853     | elfde kind van het echtpaar Vor der Hake-De Verge. Kleindochter van Maria Isabelle Caroline van Nassau-LaLecq (1780-1856)                                               |
| 8. Josephine Maria de Vergne                                             | Kortenhoef 29 augustus 1813         | Loenen aan de Vecht 25 april 1854    | 28 april 1854        | dochter van Maria Isabelle Caroline van Nassau-LaLecq (1780-1856) en (waarvan gezegd wordt) Joseph de Vergne.                                                           |
| 9. Barbara Arnolda Fleur des H.R.Rijksgravin van Nassau la Lecq          | Utrecht 1 december 1793             | Loenen aan de Vecht 24 februari 1855 | 27 februari 1855     | weduwe van Govert Bijl de Vroe. Dochter van Jan Floris van Nassau-LaLecq (1751-1814) en Barbara Arnolda Lemmers (1757-1846)                                             |
| 10. Maria Isabelle Caroline des H.R.Rijksgravin van Nassau la Lecq       | Engelen 17 september 1780           | Loenen aan de Vecht 4 augustus 1856  | 8 augustus 1856      | Moeder van Josephine Maria de Vergne. Dochter van Jan Floris van Nassau-LaLecq (1751-1814) en Barbara Arnolda Lemmers (1757-1846)                                       |
| 11. Adriana Hendrika Vor der Hake                                        | Loenen aan de Vecht 1 december 1848 | Loenen aan de Vecht 4 maart 1857     | 9 maart 1857         | achtste kind van het echtpaar Vor der Hake-De Vergne. Kleindochter van Maria Isabelle Caroline van Nassau-LaLecq (1780-1856)                                            |
| 12. Johanna Geertruida Abrahamina des H.R.Rijksgravin van Nassau la Lecq | Leerdam 27 juni 1784                | Loenen aan de Vecht 7 mei 1861       | 11 mei 1861          | Dochter van Jan Floris van Nassau-LaLecq (1751-1814) en Barbara Arnolda Lemmers (1757-1846)                                                                             |
| 13. Arend Hendrik Vor der Hake                                           | Engter 15 december 1771             | Loenen aan de Vecht 25 januari 1868  | 28 januari 1868      | vader van Johan Jacob Vor der Hake Schoonvader van Josephine Maria de Vergne (1813-1854)                                                                                |
| 14. Johan Jacob Vor der Hake                                             | Breukelen 28 april 1812             | Loenen aan de Vecht 20 juli 1876     | 22 juli 1876         | weduwnaar van Josephine Maria de Vergne (1813-1854) |
| 15. Josephine Maria Vor der Hake                                         | Loenen aan de Vecht 7 augustus 1875 | Oud Over 17 november 1878            | 21 november 1878     | dochter van Govert Vor der Hake (1851-1938) en Catharina Voorthuis (1856-1913).                                                                                         |